# 말라얄람 문자
말라얄람 문자(말라얄람어: മലയാളലിപി)는 브라흐미 문자계열의 아부기다이다.

## 같이 보기
- 브라흐미계 문자
- 말라얄람어